# Carey Mahoney
Carey Mahoney è uno dei protagonisti della serie cinematografica di Scuola di polizia e dell'omonima serie animata, interpretato da Steve Guttenberg, e doppiato da Claudio Capone nei film e da Ivo De Palma nella serie animata.

## Panoramica del personaggio
Il cadetto/sergente Carey Mahoney è il protagonista dei primi quattro film e della serie animata.
È un mascalzone piantagrane e un donnaiolo dal cuore d'oro, con la cattiva abitudine di reagire agli insulti altrui in modo stranamente efficace: quando era un parcheggiatore è stato costretto a parcheggiare un'auto per un cliente irascibile che lo aveva apostrofato, e mise l'auto in un'impennata laterale, facendola schiantare tra due auto. Poiché suo padre era un agente di polizia decorato, gli è stata data la scelta tra la scuola di polizia o la prigione dall'ex capo di suo padre, il capitano Reed, che non voleva che le buffonate di Mahoney si riflettessero negativamente su suo padre. Inizialmente fa il possibile per essere cacciato fuori, ma quando fa amicizia con gli altri cadetti impara ad amare il mestiere di poliziotto.
Nonostante il suo essere donnaiolo e la sua abitudine di infrangere le regole, Mahoney è una persona buona, simpatica, generosa, gentile e coraggiosa, indipendentemente dalle conseguenze. È anche molto bravo nel suo lavoro, e non si fa mai sfuggire nessun ricercato. È soprattutto il più bello dei cadetti maschi: piace molto alle giovani poliziotte, su tutte Karen Thompson, di cui si innamora. Non la pensano così il tenente/capitano Thaddeus Harris, il comandante Mauser, il tenente Proctor e i sergenti Blankes e Copeland. Questi lo considerano indegno di essere un agente di polizia a causa del suo atteggiamento spensierato nei confronti della vita. Per vendicarsi, nel corso delle serie, Mahoney compie scherzi pratici ed imbarazzanti nei loro confronti. Tra coloro che, invece, ammirano Mahoney c'è il comandante Eric Lassard, il quale gli conferisce, insieme a Moses Hightower, la medaglia di miglior cadetto della Scuola, con estrema delusione del tenente Harris.
Nella serie animata è quasi sempre in pattuglia con Larvell Jones, il suo migliore amico, e si scopre che adora veramente il lavoro da poliziotto per la caccia ai criminali.